# József Katona
József Katona (11. listopadu 1791 Kecskemét – 16. dubna 1830 Kecskemét) byl maďarský dramatik a básník. Proslul zejména historickým dramatem "Bánk bán". Vystudoval práva na univerzitě v Pešti, v roce 1810 se stal advokátem a v roce 1821 pokladníkem města Kecskemét. Byl rovněž hercem a překladatelem z němčiny. Jeho velkou láskou byla slavná herečka Rózy Déryová, která však jeho city nikdy neopětovala. Své nejslavnější dílo, národní drama Bánk bán, napsal roku 1815 pro soutěž pořádanou časopisem vydaným v Kolozsváru Jeho práce si soutěžní porota ani nevšimla. Katona ji v roce1819 přepracoval a roku 1820 provedl soukromě, avšak bez většího ohlasu. Teprve ve 30. letech došla širokého uznání. Tato tragédie se stala základem libreta Béni Egressyho pro stejnojmennou operu Ference Erkela v roce 1861. Zemřel na infarkt ve 39 letech.